# Hundalee
Hundalee est une localité rurale du district de Hurunui dans la région de Canterbury, située dans l’Île du Sud de la Nouvelle-Zélande.

## Situation
Elle enjambe le fleuve Conway, qui est la frontière traditionnelle entre la région de Canterbury et celle de Marlborough et est située dans la chaîne de Hundalee Hills (en) .

## Toponymie
Le nom de la place fait référence aux propriétés rurales du secteur.  
L’une de ces propriétés était le domicile du héros de la deuxième guerre mondiale: Charles Upham après son retour du combat.

## Accès
Bien qu’elle fût précédemment un terminus du chemin de fer, Hundalee n’a plus aujourd’hui un centre-ville définit comme tel et plus de station du chemin de fer.
La ligne de chemin de fer fut ouverte vers Hundalee à partir de la ville de Parnassus en 1939 et constituait un segment de la ligne principale du nord de l’île du sud (en) venant de Christchurch   pour rencontrer une ligne construite vers le sud à partir de la localité de Wharanui.
En 1945, la totalité de la ligne fut terminée, quand les 2 extrémités se sont rencontrées au niveau de la ville de Kaikoura. 
Actuellement, le chemin de fer circule toujours à travers la ville de Hundalee, mais le train de passager express nommé : le TranzCoastal (en) ne s’y arrête plus.
La State Highway 1/S H 1 passe aussi à travers la ville de Hundalee.